# Tougui
Tougui est une localité située dans le département de Boulsa de la province du Namentenga dans la région Centre-Nord au Burkina Faso.

## Géographie
Tougui est situé a une douzaine de kilomètres au nord de Boulsa, sur la route régionale 1 allant vers Zéguédéguin.

## Économie
Traditionnellement agro-pastorale, l'économie du village a été bouleversée, dans les années 2010, par une intense période d'orpaillage artisanal sur son territoire.

## Éducation et santé
Le centre de soins le plus proche de Tougui est le centre de santé et de promotion sociale (CSPS) de Belga tandis que le centre médical avec antenne chirurgicale (CMA) de la province se trouve à Boulsa.